# Farmen Afrika
Den fjärde säsongen av TV-programmet Farmen vid namn Farmen Afrika spelades in på halvökenområdet Little Karoo utanför Oudtshoorn i Sydafrika. Linda Isaksson återvände som programledare denna säsongen.
Säsongen sändes på TV4 mellan 30 januari och 23 april 2004 med programtiderna 19:00 på måndagar till torsdagar, samt 21:20 på fredagar.

## Deltagare
| Deltagare                | År | Bostad      | Sysselsättning         | Resultat                             |
| ------------------------ | -- | ----------- | ---------------------- | ------------------------------------ |
| Lise Hansson             | 43 | Halmstad    | Skrattpedagog          | Förlorade första tvekampen.          |
| Peter Eriksson           | 49 | Stockholm   | Verkställande direktör | Förlorade andra tvekampen.           |
| Max Gennel               | 29 | Örebro      | Reseledare             | Förlorade tredje tvekampen.          |
| Jan O. Jansson           | 52 | Uppsala     | Livsnjutare            | Gästfarmare under avsnitt 18–21.     |
| Louise Rydberg           | 22 | Stockholm   | Studerande             | Förlorade fjärde tvekampen.          |
| Marcus Regwik            | 47 | Helsingborg | Konstnär               | Förlorade femte tvekampen.           |
| Maggie Singer            | 44 | Göteborg    | Webbdesigner           | Lämnade farmen vid avsnitt 28.       |
| Bobo Ginzel              | 42 | Visby       | Datorspelsutvecklare   | Förlorade sjätte tvekampen.          |
| Daniel "Jasse" Borg      | 31 | Stockholm   | Restaurangkonsult      | Lämnade farmen vid avsnitt 33.       |
| Wilda Ginzel             | 39 | Visby       | Arbetssökande          | Förlorade sjunde tvekampen.          |
| Roger "Roggan" Berg      | 27 | Stockholm   | Murare                 | Förlorade åttonde tvekampen.         |
| Sebastian Dawkins        | 35 | Helsingborg | Psykoterapeut          | Lämnade farmen vid avsnitt 43.       |
| Zaklina "Zacke" Eriksson | 37 | Nybro       | Industriarbetare       | Förlorade nionde tvekampen.          |
| Frida Norén              | 22 | Uppsala     | Studerande             | Förlorade tionde tvekampen.          |
| Isabelle Sandborg        | 26 | Stockholm   | Arbetssökande          | Förlorade elfte tvekampen.           |
| Gustav Lorenz            | 24 | Uppsala     | Mediestuderande        | Förlorade tolfte tvekampen.          |
| Torsten Klang            | 58 | Helsingborg | Golf/blomsterentusiast | Tredje plats, förlorade semifinalen. |
| Roland "Rolle" Källström | 36 | Örebro      | Ordningsvakt           | Andra plats, förlorade finalen.      |
| Pia Flodner              | 29 | Stockholm   | Flygvärdinna           | Årets farmare                        |

1. ↑  Jan O. från tredje säsongen av Farmen, var gästfarmare under avsnitt 18–21 där han delade ut en immunitetstalisman till någon av farmarna (Torsten).
2. 1 2 3  Gustav, Isabelle och Jasse från tidigare säsonger av Farmen, anlände till farmen som utmanare vid avsnitt 29.
3. 1 2 3  I avsnitt 27 röstades Frida, Roggan och Wilda bort från farmen för att leva ute i vildmarken mellan avsnitt 28 och 33.
4. ↑  Sebastian från tredje säsongen av Farmen, anlände till farmen vid avsnitt 37 som storbonde efter att Jasse hade lämnat den.

## Veckosammanfattning
Precis som föregående säsong utsåg storbonden två farmare till drängar eller pigor. De övriga farmarna röstade sedan fram en förstekämpe mellan sig. Vid lika antal röster fick storbonden en avgörande röst. Efter sjunde veckan återgick valet av förstekämpe till endast storbonden. Från och med den tionde veckan kunde även storbonden bli vald som andrekämpe.
| Vecka | Storbonde         | Förstekämpe       | Andrekämpe       | Tvekamp     | Hemskickad        |
| ----- | ----------------- | ----------------- | ---------------- | ----------- | ----------------- |
| 1     | Pia Flodner       | Lise Hansson      | Frida Norén      | Husförhöret | Lise Hansson      |
| 2     | Bobo Ginzel       | Torsten Klang     | Peter Eriksson   | Stupstocken | Peter Eriksson    |
| 3     | Zaklina Eriksson  | Max Gennel        | Torsten Klang    | Stupstocken | Max Gennel        |
| 4     | Torsten Klang     | Louise Rydberg    | Zaklina Eriksson | Stupstocken | Louise Rydberg    |
| 5     | Roger Berg        | Marcus Regwik     | Bobo Ginzel      | Husförhöret | Marcus Regwik     |
| 6     | Torsten Klang     | Bobo Ginzel       | Roland Källström | Stupstocken | Bobo Ginzel       |
| 7     | Roland Källström  | Frida Norén       | Wilda Ginzel     | Sågen       | Wilda Ginzel      |
| 8     | Sebastian Dawkins | Roland Källström  | Roger Berg       | Sågen       | Roger Berg        |
| 9     | Frida Norén       | Zaklina Eriksson  | Pia Flodner      | Husförhöret | Zaklina Eriksson  |
| 10    | Isabelle Sandborg | Frida Norén       | Pia Flodner      | Husförhöret | Frida Norén       |
| 11    | Pia Flodner       | Isabelle Sandborg | Pia Flodner      | Stupstocken | Isabelle Sandborg |
| 11    | Pia Flodner       | Gustav Lorenz     | Torsten Klang    | Stupstocken | Gustav Lorenz     |

1. ↑  Sebastian från tredje säsongen av Farmen, anlände till gården vid avsnitt 37 som storbonde. Den utslagne farmaren Wilda fick istället ge immunitet till någon (Frida).
2. 1 2  Under den elfte veckan skedde öppna omröstningar för valet av förstekämpe.
3. ↑  Resultatet av den första omröstningen blev 4 röster till Isabelle från Gustav, Pia, Rolle och Torsten. Rolle fick 1 röst från Isabelle.
4. ↑  Resultatet av den andra omröstningen blev 3 röster till Gustav från Pia, Rolle och Torsten. Torsten fick 1 röst från Gustav.

### Finalveckan
Semifinal
| Finalister       | Tvekamp | Hemskickad    |
| ---------------- | ------- | ------------- |
| Roland Källström | Stocken | Torsten Klang |
| Torsten Klang    | Stocken | Torsten Klang |

Final
| Finalister       | Tvekamp     | Årets farmare |
| ---------------- | ----------- | ------------- |
| Pia Flodner      | Husförhöret | Pia Flodner   |
| Roland Källström | Husförhöret | Pia Flodner   |

1. 1 2 3  De tidigare farmarna fick rösta fram en finalist av de kvarvarande farmarna, vilket blev Pia. De andra två fick göra upp i en tvekamp om den andra finalplatsen.
Pia fick 5 röster, Rolle fick 4 röster och Torsten fick 2 röster.

## Tittarsiffror
Premiäravsnittet sändes 30 januari 2004 som sågs av 1 417 000 tittare under den första halvan, 1 246 000 under den andra halvan.
| Vecka | Avsnitt | Datum                     | Tittarsiffror i tusental | Tittarsiffror i tusental | Tittarsiffror i tusental | Tittarsiffror i tusental | Tittarsiffror i tusental | Genomsnitt |
| ----- | ------- | ------------------------- | ------------------------ | ------------------------ | ------------------------ | ------------------------ | ------------------------ | ---------- |
| 1     | 2–6     | 2–6 februari 2004         | 749                      | 824                      | 763                      | 774                      | 1 045                    | 831 000    |
| 2     | 7–11    | 9–13 februari 2004        | 748                      | 781                      | 740                      | 724                      | 994                      | 797 000    |
| 3     | 12–16   | 16–20 februari 2004       | 717                      | 673                      | 672                      | 684                      | 1 050                    | 759 000    |
| 4     | 17–21   | 23–27 februari 2004       | 775                      | 829                      | 720                      | 836                      | 1 114                    | 855 000    |
| 5     | 22–26   | 1–5 mars 2004             | 678                      | 747                      | 705                      | 727                      | 985                      | 768 000    |
| 6     | 27–31   | 8–12 mars 2004            | 750                      | 844                      | 753                      | 753                      | 1 064                    | 833 000    |
| 7     | 32–36   | 15–19 mars 2004           | 793                      | 768                      | 862                      | 741                      | 1 234                    | 880 000    |
| 8     | 37–41   | 23, 25–26 mars 2004       | 859                      | 934                      | 876                      | 977                      | 1 101                    | 949 000    |
| 9     | 42–46   | 29, 31 mars, 2 april 2004 | 922                      | 971                      | 830                      | 937                      | 1 183                    | 969 000    |
| 10    | 47–51   | 6 april, 8–9 april 2004   | 855                      | 940                      | 771                      | 896                      | 1 366                    | 966 000    |
| 11    | 52–56   | 12–16 april 2004          | 883                      | 876                      | 971                      | 801                      | 1 144                    | 935 000    |
| 12    | 57–61   | 19–23 april 2004          | 858                      | 830                      | 861                      | 912                      | 1 607                    | 1 014 000  |

1. 1 2 3  Farmen sändes under tre dagar istället för fem per vecka mellan den åttonde och tionde veckan, på grund av slutspelet i ishockey.

Källa: MMS

## Källhänvisningar
1. ↑  ”Mediamätning i Skandinavien”. Arkiverad från originalet den 21 februari 2016. https://web.archive.org/web/20160221070857/http://hottoptv.mms.se/.